# ريوسوكي فوكاساوا
ريوسوكي فوكاساوا (باليابانية: 深澤 良輔) (29 يونيو 1983 في شيزوكا في اليابان – )؛ هو لاعب كرة قدم سابق كان يلعب كلاعب وسط.